# Hockeria argentigera
Hockeria argentigera är en stekelart som beskrevs av Holmgren 1868. Hockeria argentigera ingår i släktet Hockeria och familjen bredlårsteklar. Inga underarter finns listade i Catalogue of Life.